# Organisation de la ville de Rome antique

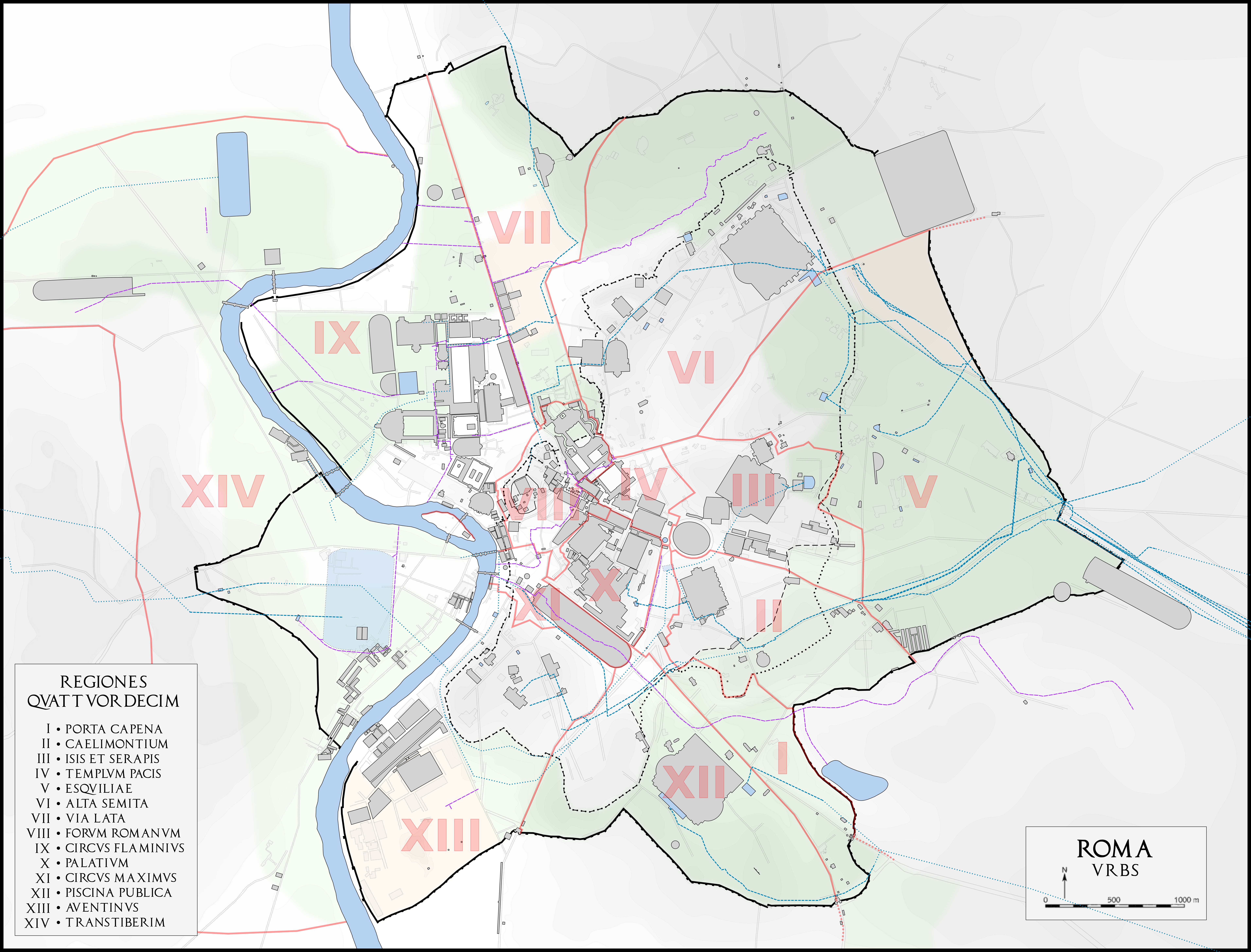
Plan intemporel de la Rome antiqueRouge : délimitation et numérotation des quatorze régions augustéennes.
Bleu : étendue d'eau, fleuve, naumachies, bassins et citernes.
Bleu pointillé : tracé des aqueducs.
Violet : tracé des canaux d'évacuation des eaux de pluie et eaux usées.
Noir pointillé : tracé de la muraille servienne.
Noir : tracé des murs d'Aurélien.
Gris foncé : plan au sol des principaux monuments.
Vert: délimitation des principaux jardins d'époques républicaine et augustéenne.
Vert pâle : délimitation des principaux jardins d'époque impériale.
Beige pâle : Campus.
Gris pâle : Relief et courbes de niveau.

L'organisation de la ville de Rome antique a varié au cours de l'histoire de la Rome antique en suivant les évolutions institutionnelles qui ont amené la transformation de la République romaine en un Empire. La ville de Rome a toujours bénéficié d'un statut particulier et unique dans le monde antique. La création de magistratures et fonctions spécifiques est devenue nécessaire, d'abord par l'importance symbolique et politique que revêt la cité républicaine, puis par l'importance démographique que la ville acquiert dès la fin de la République et qui s'accroît tout au long de l'Empire.

## Évolution de l'organisation de Rome

### Sous la République
Sous la République, la ville de Rome n'a pas d'institution propre ni d'organisation municipale spécifique. Les territoires sous contrôle romain ne sont pas gérés par une véritable administration mais par d'anciens magistrats pour une durée souvent limitée à un an, avec un personnel qui ne possède pas de compétences spécifiques précises.

### Les grandes réformes d'Auguste
Au moment où Auguste fonde le principat, Rome ne dispose donc d'aucune administration. Le changement de régime l'oblige à procéder à de grandes réformes et à créer une administration capable de gérer un empire dont la taille ira croissant. Durant la mise en place de ces réformes, Auguste tente de conserver les institutions républicaines encore existantes tout en les adaptant aux nouvelles nécessités. Peu à peu au cours de son règne, Auguste va prendre sous son contrôle les fonctions municipales mais sans supprimer les magistratures républicaines. Il ne semble pas avoir agi suivant un plan déterminé à l'avance mais plutôt selon les évènements qui dictent de nouvelles nécessités, en suivant toutefois une idée générale, celle de contrôler au mieux une des villes les plus peuplées et les plus agitées de l'Empire.

### Sous l'Empire
L'administration ainsi mise en place par Auguste continue de se développer tout au long de l'Empire. Durant le Haut Empire, les empereurs successifs procèdent à l'institutionnalisation progressive des solutions apportées par Auguste qui répondent au départ de façon pragmatique à des problèmes immédiats. Cette institutionnalisation passe par une modification du cursus des chevaliers et aboutit à une hiérarchisation des différentes préfectures. Peu à peu, les magistratures républicaines perdent tout pouvoir et sont remplacées par des curatèles qui permettent à l'empereur de déléguer la gestion des services importants à des hommes de confiance. Les magistratures traditionnelles sont supplantées par un personnel administratif placé sous le contrôle direct de l'empereur.

## L'administration des régions

### Sous la République
La ville est divisée en quatre régions administratives (regiones quattuor) depuis Servius Tullius selon la tradition : la regio Suburana, la regio Esquillina, la regio Collina et la regio Palatina. À la fin de la République, l'aire urbaine baptisée Urbs, délimitée par le pomerium et d'une superficie de quelque 320 hectares, est entourée par le mur de Servius Tullius qui enferme une superficie de 426 hectares. L'aire urbaine s'étend au-delà de l'enceinte et donne à Rome l'apparence d'une ville ouverte.

### Sous l'Empire

#### Les quatorze régions augustéennes
En 7 av. J.-C., Auguste redécoupe le territoire de Rome en quatorze régions numérotées (les regiones urbi). Elles dépassent le pomerium et intègrent les pagi périphériques afin d'étendre la compétence des différents magistrats municipaux à tout le tissu urbain romain (continentia aedificia). La superficie totale atteint 1 385 hectares.

#### L'administration des régions
À la tête de chaque regio est placé un magistrat au mandat d'un an, tiré au sort parmi les préteurs, tribuns de la plèbe et édiles élus pour l'année. Il administre la région en plus de sa tâche normale. Cette mesure devait permettre de sauvegarder les apparences républicaines dans l'administration de la ville. Les chefs de région ont une autorité administrative et religieuse : ils surveillent leur région, autorisent la construction des chapelles, contrôlent les nouvelles constructions et effectuent les sacrifices dus aux dieux. Lors des cérémonies, ils sont accompagnés par des lictores populares denuntiatores.
Toutefois cette réforme semble avoir été un échec. En effet, les magistrats ayant la charge d'une région ne s'investissent pas suffisamment dans les affaires de celle-ci, considérant leur charge municipale comme purement honorifique, d'autant plus que dans les faits le chef de région n'a guère de pouvoirs. Au début du IIe siècle, les chefs de régions sont remplacés par des curateurs (curatores) recrutés parmi les affranchis. Une partie de leurs missions passe au préfet des vigiles.

#### L'administration des quartiers
Chaque regio est elle-même divisée en plusieurs quartiers ou groupes de rues, appelés vici. À la tête de chaque vicus est placé un collège de quatre hommes, les magistri vicorum ou vicomagistri, recrutés par le préfet de la Ville au nom de l'empereur parmi les hommes libres de basse condition ou les affranchis. Ils entrent en fonction le premier jour du mois d'août. Plus tard, le nombre de vicomagistri passe à quarante-huit par région, indépendamment du nombre de vici que compte la région en question.
Tout comme les magistrats chargés d'une région, qui sont leurs supérieurs et exercent un contrôle sur eux, les vicomagistri ont à la fois une fonction administrative et religieuse. Ils sont assistés par des ministri dans leurs tâches. Toutefois il semble que bien souvent le côté religieux ait pris le pas sur l'administration et toutes les inscriptions qui nous sont parvenus concernent des vicomagistri traitant des affaires religieuses. Ils doivent ainsi veiller à l'entretien des chapelles, à la célébration de certaines fêtes religieuses dédiées aux dieux Lares ou au Génie de l'empereur. Ils peuvent être chargés de la présidence de cérémonies ou de fêtes religieuses comme les jeux des Compitalia. Ils possèdent par ailleurs quelques attributions relatives à la paix publique : collaboration avec le préfet des vigiles, maintien de l'ordre. Ils contrôlent par ailleurs le commerce local et représentent leur quartier auprès des autorités.

## Les services liés à la construction et l'entretien

### Sous la République
Les censeurs ont la responsabilité des travaux de construction ainsi que de l'entretien des bâtiments, du pavage et de l'entretien des voies, qu'ils mènent avec un budget voté par le Sénat, financé par l'aerarium. Comme ils ont la charge de l'administration des finances de l'État, ce sont eux qui attribuent aux entrepreneurs (mancipes, conductores) les marchés de réparation des édifices publics. Exceptionnellement, en l'absence des consuls et après la fin de l'exercice de la censure, le Sénat peut confier la direction des travaux à un autre magistrat. C'est le cas par exemple pour la construction de l'aqueduc de l'aqua Marcia, confiée au préteur Quintus Marcius Rex. La gestion des travaux d'entretien de la voirie est confiée aux édiles qui disposent d'auxiliaires, souvent jeunes et inexpérimentés, les quattuorviri viis in urbe purgandis.

### Sous l'Empire

#### Entretien des rues et des routes
Au début de l'Empire, l'entretien de la voirie de Rome dépend encore en partie des édiles. Mais le service passe progressivement entre les mains de fonctionnaires impériaux, les procuratores ad silices. En effet, si le service est financé en partie par l'aerarium, il l'est aussi par le fisc impérial ce qui permet à l'empereur de disposer d'un contrôle de plus en plus important. L'entretien des rues et des places de Rome comprend le balayage, le nettoyage avec l'enlèvement des ordures et débris, le pavage et toutes les réparations nécessaires.
Le service qui prend en charge l'entretien des routes autour de Rome (cura viae) est divisé en deux parties. La première, dirigée par des curateurs sénatoriaux, gère les routes principales, tandis que la deuxième, dirigée par des curateurs équestres, gère les routes secondaires. L'entretien des routes est donné à l'adjudication. Les curateurs peuvent autoriser les travaux et doivent en assurer la surveillance.

#### Construction et entretien des monuments
La gestion des nouvelles constructions relève de la cura operum, dirigée par des commissaires impériaux. Ces derniers, issus de l'ordre équestre, sont des fonctionnaires extraordinaires nommés par l'empereur pour superviser les chantiers. Il n'existe pas de corps fixe et spécialisé.
Par contre, l'entretien des édifices est géré par un service continu, la cura operum tuendorum, dirigé par deux curateurs sénatoriaux et installé dans la statio operum publicorum ou statio urbana.

#### Service des marbres
Le service des marbres, dirigé par un procurateur nommé parmi les affranchis impériaux, prend en charge la gestion des matériaux de construction qui sont entreposés dans la statio marmorum.

## Les services liés à l'hygiène

### Sous la République
La gestion de l'eau, c'est-à-dire le contrôle de l'arrivée de l'eau publique acheminée par les aqueducs et l'entretien de ces derniers, incombe aux censeurs qui doivent surveiller et sanctionner les éventuels détournements illégaux destinés à un usage privé,. C'est un censeur, Appius Claudius Caecus, qui est à l'origine de la construction du premier aqueduc desservant Rome, l'aqueduc de l'Aqua Appia. Tous les cinq ans, les censeurs concluent des contrats pour assurer l'entretien des équipements. Entretemps, ce sont les édiles qui gèrent les affaires courantes.
En ce qui concerne l'évacuation des ordures et des eaux usées, Rome dispose depuis l'époque monarchique d'un grand égout collecteur, la Cloaca Maxima, qui a été couvert pour des raisons d'hygiène. L'entretien des égouts fait également partie des missions des censeurs.

### Sous l'Empire

#### Service de l'eau
L'administration du service des eaux est profondément modifiée sous le règne d'Auguste par Agrippa qui se sert de ses propres esclaves pour en assurer le fonctionnement. À sa mort, les esclaves sont légués à l'État (familia publica) par Auguste qui crée, en 11 av. J.-C., un service public, la cura aquarum. La gestion du service de l'eau est dorénavant confiée à trois curateurs des eaux (curatores aquarum), un chef de service qui est un sénateur de rang consulaire, et deux adjoints. Le service est réformé sous Claude qui crée le poste de procurateur des eaux (procurator aquarum) afin de surveiller le travail du curateur.

#### Service des égouts, du lit et des rives du Tibre
Sous l'Empire, le service des égouts est adjoint au service chargé de l'entretien du lit et rives du Tibre (cura alvei Tiberis et ripae et cloacarum). Il est dirigé par des curateurs de rangs sénatoriaux. Leur mission consiste à maintenir en état le lit et les rives du Tibre sur une longueur de onze kilomètres à partir du pont Milvius. Ils s'occupent de la réparation des quais et du bornage des rives en posant des cippes le long des quais. Le service des égouts est toujours pris en charge par les édiles.

## Les services liés à l'approvisionnement

### Sous la République
Le ravitaillement en blé de Rome (cura annonae) devient une responsabilité de l'État sous la République. Au IIIe siècle av. J.-C., les édiles sont chargés d'acheter le blé avec des fonds publics ou privés et organisent ensuite les distributions, adaptant les prix en fonction de la conjoncture. Vers le milieu du Ier siècle av. J.-C., des distributions gratuites sont prévues pour une partie de la population. Une questure est installée à Ostie afin d'organiser le transport du blé jusqu'à Rome.
En l'absence d'administration spécialisée, ce sont les magistrats romains qui prennent en charge l'approvisionnement en grain. Mais l'annualité de leur mandat les empêche d'organiser le ravitaillement sur le long terme, ce qui pose des problèmes à chaque évènement venant bouleverser l'arrivée du blé, comme les actes de pirateries ou les périodes de guerres. Pour pallier ce défaut, en 57 av. J.-C., la cura annonae est confiée à Pompée pour une durée exceptionnelle de cinq ans. Plus tard, Jules César crée deux édiles spécialement formés pour gérer l'annone (aediles plebis Ceriales).

### Sous l'Empire

#### Lespraefecti frumenti dandi
Les mesures prises à la fin de la République pour améliorer l'efficacité de la cura annonae ne sont pas suffisantes. En 22 av. J.-C., une famine contraint Auguste à prendre en charge le service d'approvisionnement. Il ne supprime pas les édiles créés par César mais allège leurs charges en confiant une partie de celles-ci aux praefecti frumenti dandi, d'ordre sénatorial.

#### La préfecture de l'annone
Une nouvelle famine impose de nouvelles modifications et Auguste en vient à créer une préfecture de l'annone qu'il confie non plus à un sénateur mais à un chevalier. La gestion de l'approvisionnement en grain de Rome est désormais partagée entre le préfet de l'Annone qui s'occupe des distributions mensuelles gratuites de blé et le praefectus frumenti dandi qui est chargé d'assurer les distributions gratuites exceptionnelles de blé. Les anciens édiles ne disparaissent pas mais leur mission ne se limite plus qu'à la surveillance des marchés.

## Les services liés à la sécurité

### Sous la République
Durant la République, ce sont les magistrats cum imperio qui gèrent la sécurité de Rome. Lorsque les consuls s'absentent, notamment lors des campagnes militaires, ils nomment un praefectus Urbi pour prendre en charge temporairement les affaires de la ville. Ce préfet de Rome n'a pas grand chose à voir avec le préfet de la Ville sous l'Empire. La police en milieu urbain est probablement gérée dans un premier temps par les tribuns de la plèbe qui se répartissent les régions. À partir du IIIe siècle av. J.-C., le service de police relève des quinqueviri uls cis Tiberim, auxiliaires des édiles qui se répartissent la surveillance des cinq régions administratives que compte Rome à cette époque, les quatre régions de Servius Tullius auxquelles s'ajoute une cinquième sur la rive droite du Tibre. Ils travaillent probablement en collaboration étroite avec les tresviri capitales ou nocturni qui, comme leur nom semble l'indiquer, prennent en charge les crimes passible de la peine capitale et la police nocturne. Les tresviri capitales gèrent également les prisons de Rome, notamment le principal lieu de détention sous la République, la prison mamertine, sur le Forum.
La lutte contre les incendies est prise en charge par un corps de « pompiers » recrutés parmi des esclaves et dirigés par les tresviri nocturni. Ils sont épaulés par les tribuns de la plèbe et les édiles. Les effectifs sont insuffisants pour couvrir toute l'aire urbaine et de riches particuliers finissent par organiser leurs propres compagnies de pompiers en mettant à contribution leurs propres esclaves,.

### Sous l'Empire

#### Survivance des anciens pouvoirs républicains
Les édiles disposent encore de quelques pouvoirs mais ils sont de plus en plus limités et passent progressivement entre les mains du préfet de la Ville. Leur contribution à la sécurité de Rome est limitée du fait d'un manque de personnel. Ils continuent néanmoins de gérer le maintien de l'ordre dans les maisons closes où ils s'occupent de l'enregistrement des prostituées. Ils disposent d'un droit d'amende.

#### Les vigiles urbains
En 22 av. J.-C., Auguste met en place un corps spécialisé dans la lutte contre les incendies et assurant la police nocturne, comprenant 600 esclaves placés sous le commandement des édiles curules. Mais ces « pompiers » ne sont pas suffisamment efficaces et le service est remanié sur le modèle des cohortes milliariae. Le corps des vigiles urbains est ainsi institué, organisé en sept cohortes comprenant 1 000 hommes chacune. Le service est placé sous les ordres d'un préfet issu de l'ordre équestre.

#### Les cohortes urbaines
Les cohortes urbaines constituent la milice urbaine de Rome (cura urbis). Leur nombre varie entre trois et sept sous le Haut Empire avant de se stabiliser à trois après Antonin le Pieux. Elles stationnent dans le camp prétorien qu'elles partagent avec la garde prétorienne et sont placées sous le commandement du préfet de la Ville qui hérite peu à peu des attributions des édiles républicains. Cette préfecture, instituée par Auguste en 26 av. J.-C., représente le couronnement de la carrière sénatoriale.

#### La garde prétorienne
La garde prétorienne occupe le premier rang des troupes militaires et est spécialement attachée à la protection de l'empereur. Une des neuf cohortes prétorienne est d'ailleurs détachée au palais impérial et placée directement sous les ordres de l'empereur. Les autres cohortes sont commandées par le préfet du prétoire (praefectus praetorio) qui est issu de l'ordre équestre et commande toute la garnison de Rome, contribue à la police diurne et gère en partie le service de prison.

#### Les détachements de marins
Rome dispose de deux flottes dont la mission est de protéger l'Italie, la flotte de Misène et la flotte de Ravenne. Un détachement de chacune des deux flottes stationne à Rome, dans les castra Misentatium et les castra Ravennatium. Ces marins sont chargés de la surveillance des navires circulant sur le Tibre et des deux ports militaires.

#### Le système pénitentiaire
Les principaux lieux de détention, les castra praetoria et les castra peregrina, sont gérées par le préfet du prétoire. Seule la prison du Forum reste gérée par les tresviri capitales, auxiliaires des édiles républicains.